# Kaptensgården i Grebbestad
Kaptensgården i Grebbestad är en kaptensgård vid Kaptensgatan 3 i Grebbestad, Tanums kommun. Byggnaden, som uppfördes under slutet av 1700-talet och byggdes ut omkring år 1856, är byggnadsminne sedan den 16 december 2008.

## Historia
Fram till mitten av 1700-talet var Grebbestad endast ett obetydligt fiskeläge med ett 10-tal hushåll. I samband med de stora sillfiskeperioderna från 1740-talet till början av 1800-talet genomgick Bohuskusten en mycket snabb expansion. De rika sillfångsterna skapade ett ökat välstånd som kom att avspeglas i bebyggelsen. Genom den utökade frihandel som kom under loppet av 1800-talet, uppkom en klass av välbärgade handlare och redare, vilka kunde visa sin samhällsställning genom att bygga ovanligt stora och påkostade bostäder i de snabbt växande kustsamhällena. Många av dessa hus har senare rivits eller förvanskats.
Kaptensgården är ett av dessa bevarade hus, beläget mellan Kaptensgatan och Nedre Långgatan. Namnet Kaptensgården härrör från Olaus Jonsson som var ägare vid mitten av 1800-talet och som var redare med egen frakt-slup. Frakterna bestod mestadels av fiskprodukter, granit, tegel, trä och spannmål.
Fastigheten ägs sedan 1974 av Tanums kommun då den donerades till kommunen av gårdens sista ägare Elsa Johansson. I donationsbrevet stipuleras att byggnaden skall användas som museum och att delar av möblemanget skall bevaras.
År 2004 bildades den ideella föreningen Kaptensgårdens vänner.

## Beskrivning
Den äldsta delen av huset byggdes troligen vid sillfiskeperiodens höjdpunkt i Tanum, cirka år 1780. Omkring 1856 byggdes huset på med en andra våning samt förlängdes och breddades. Byggnaden är uppförd i två våningar med suterrängkällare och har alltså en äldre stomme som senare har byggts till, vilket resulterat i en ovanlig planlösning. Denna har, i likhet med många andra ursprungligen mindre enkelstugor, kommit att influeras av såväl norska byggtraditioner, som det västsvenska dubbelhuset.
Vid norra gaveln finns en förvaringsbod som är sammanbyggd med angränsande fastighet.
Stommen är av knutat timmer medan tillbyggnaden från 1856 är i korsvirke. Tekniken och dess utbredning är ännu föga känd i Bohuslän. Byggnadens fasader är täckta av vitmålad locklistpanel. Fönstren är av två-luftstyp med spröjs och har varierande omfattningar. Taket är täckt med enkupigt tegel.
Gatan täcks av kullersten och gatsten. Mot väster, gränsande mot Nedre Långgatan, finns en mindre trädgård.
Kaptensgården är unik; inte bara genom att vara bevarad som den såg ut under senare delen av 1800-talet, utan även för att den har en ovanlig och spännande byggnadshistoria. Gårdens kulturhistoriska värde förhöjs genom sitt typiska läge i direkt anslutning till den kullerstensbelagda Kaptensgatan.